# Câu lạc bộ bóng đá Hoàng Anh Attapeu
Hoàng Anh Attapeu là một câu lạc bộ bóng đá ở Attapeu, Lào thi đấu tại Lào League năm 2013. CLB có sân nhà là sân Attapeu.
Chủ sở hữu CLB này là tập đoàn Hoàng Anh Gia Lai cũng là chủ sở hữu của CLB Hoàng Anh Gia Lai ở V-League. Câu lạc bộ Hoàng Anh Attapeu đã ngừng tham gia giải vô địch Lào từ năm 2016 và đã bị giải thể.

## Nhà tài trợ
| Giai đoạn | Trang phục thi đấu | Nhà tài trợ |
| --------- | ------------------ | ----------- |
| 2013–     | Tamudo             |             |

## Cầu thủ
Tính đến 20 tháng 1 năm 2013
Ghi chú: Quốc kỳ chỉ đội tuyển quốc gia được xác định rõ trong điều lệ tư cách FIFA. Các cầu thủ có thể giữ hơn một quốc tịch ngoài FIFA.
| Số | VT | Quốc gia | Cầu thủ                                          |
| -- | -- | -------- | ------------------------------------------------ |
| 8  | TV | Việt Nam | Kiều Thanh Liêm (on loan from Hoàng Anh Gia Lai) |
| 19 | TV | Việt Nam | Võ Út Cường (on loan from Hoàng Anh Gia Lai)     |

| Số | VT | Quốc gia | Cầu thủ                  |
| -- | -- | -------- | ------------------------ |
| -  | HV | Lào      | Sengdao Inthilath        |
| -  | TV | Lào      | Chanthaphone Vaenvongsod |
| -  | HV | Lào      | Khamphoumy Hanvilay      |

## Câu lạc bộ liên kết
- Hoàng Anh Gia Lai